# Magazyn Gitarzysta
Gitarzysta – miesięcznik ogólnopolski dla gitarzystów. Wydawany przez wydawnictwo AVT-Korporacja Sp. z o.o. w nakładzie 14.700 egzemplarzy + ponad 3.000 e-wydań. Redaktorem naczelnym miesięcznika jest Krzysztof Inglik.
Miesięcznik zawiera część o charakterze edukacyjnym, w skład której wchodzą transkrypcje utworów różnych wykonawców, analizy stylów gry na gitarze, warsztaty gitarowe, wywiady, testy sprzętu.
Do pisma dołączana jest wirtualna płyta CD z próbkami dźwiękowymi testowanych instrumentów, przykłady do lekcji, podkłady do transkrypcji i nagrania demo młodych wykonawców. Miesięcznik również prowadzi internetową telewizję dla gitarzystów.

## Redakcja i współpracownicy[1]

### Zespół redakcyjny
- Krzysztof Inglik - redaktor naczelny
- Piotr Szarna - sekretarz redakcji

### Stali współpracownicy
- Victor Czura
- Tommy Denander
- Tomek Fulara
- Marcin Komorowski
- Michał Kubicki
- Piotr Lemański
- Bridget Mermikides
- Marek Mysłek
- Marcin Pendowski
- Piotr Słapa
- Sławomir Sobczak
- Andrzej Swat
- Rafał Szyjer
- Wojciech Wytrążek

### DTP
- Sławomir Sobczak